# Kowiesy (Żyrardów)
Pour les articles homonymes, voir Kowiesy.
Kowiesy (prononciation : [kɔˈvjɛsɨ]) est un village polonais de la gmina de Mszczonów dans le powiat de Żyrardów de la voïvodie de Mazovie dans le centre-est de la Pologne.
Il se situe à environ 9 kilomètres au sud de Mszczonów (siège de la gmina) , 19 km au sud de Żyrardów (siège du powiat) et à 48 km au sud-ouest de Varsovie (capitale de la Pologne).
Le village possède approximativement une population de 30 habitants.

## Histoire
De 1975 à 1998, le village appartenait administrativement à la voïvodie de Skierniewice.